# Kokbok

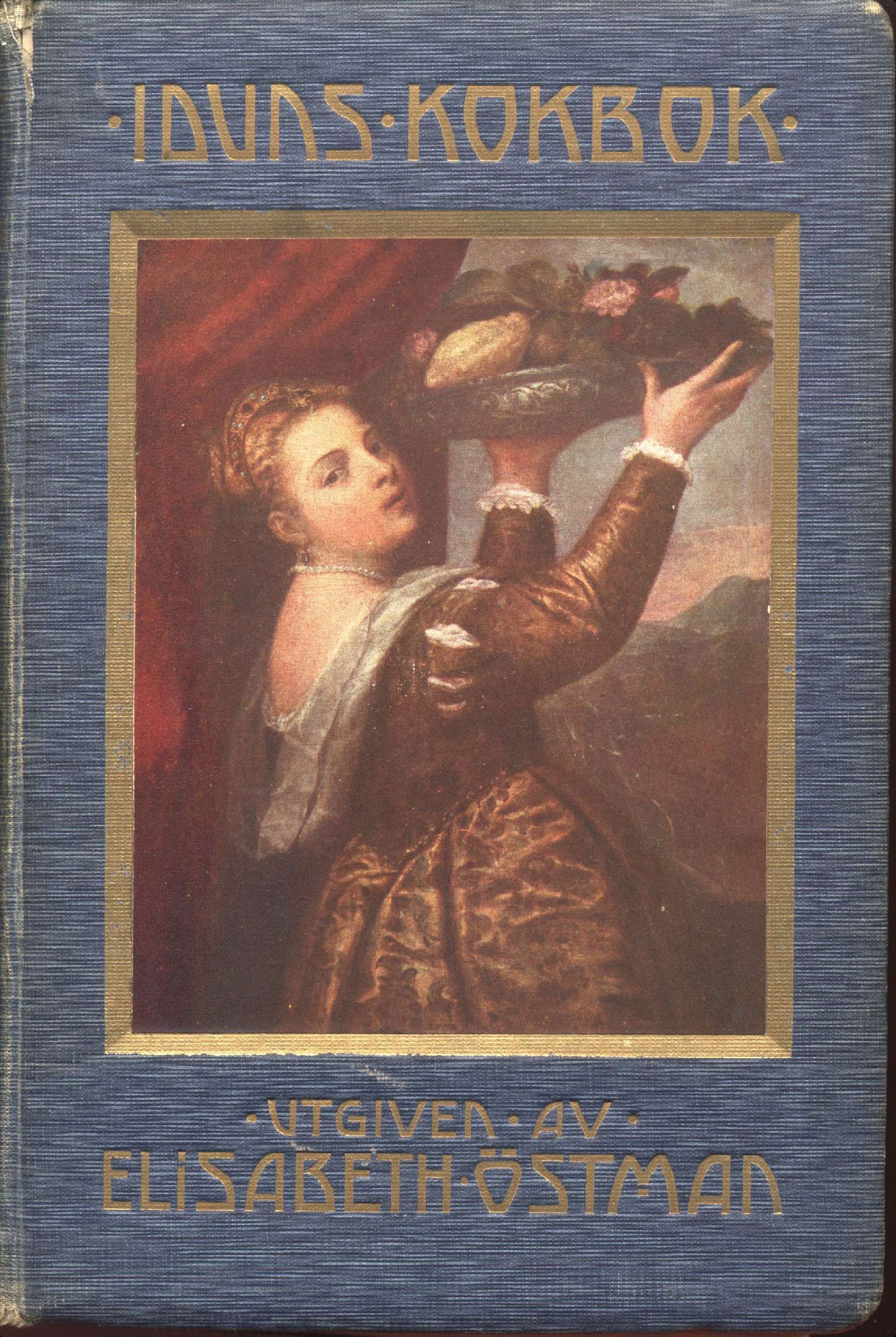
Iduns kokbok av Elisabeth Östman, 1911.

Kokbok från 1554 på tyska.

En kokbok är en bok som innehåller matrecept. En synonym är receptsamling, som speciellt används för kokböcker på Internet. Kokböcker kan även innehålla annan information än recept, såsom varifrån ingredienserna kommer, näringslära och hushållskunskap.

## Historia

### Internationellt
Den första kokboken man känner till är De re coquinaria, skriven av romaren Caelius på 200-talet e.Kr. men senare tillskriven finsmakaren Marcus Gavius Apicius. Den i Tyskland författade Kuchenmeistery trycktes 1485, och är en av de äldsta tryckta kokböckerna. Under 1500-talet blev sedan kokböcker allt vanligare, ofta illustrerade med träsnitt.

### Sverige
Andreas Sparman utkom 1642 med Sundhetz spegel, författad vid drottning Kristinas hov. Det är en bok om hälsa och kroppens funktioner och innehåller även information om mat från ett medicinskt perspektiv, inklusive en del recept. På 1600-talet slog det franska köket igenom, vilket märks på kokboksfronten med verk som Romble Salés Then Frantzöske Kocken och Pasteybakaren från 1664 och Åke Rålambs Adelig öfning XIV från 1690.
Nödår under Karl XII:s regeringstid tog sig kulinariska uttryck i kokböcker som ger råd om att laga mat från icke traditionella råvaror. Frihetstidens kokböcker var oftare skrivna till borgarklassen, till skillnad från kontinentens kokböcker som riktade sig till aristokratin. Bland frihetstidens kokboksförfattare finns Cajsa Warg, Susanna Egerin och Johan Winberg. Under frihetstiden började kokböckerna också innehålla recept och hushållsråd till allmogen, där Anna Maria Rückerschöld var en pionjär.
Potatisvännen från 1841 populariserade potatisen i de breda folklagren. 1800-talets dominerande kokbok var Margareta Nylanders Handbok wid den nu brukliga finare matlagningen, till detta kom under århundradet flera böcker om bordsskick och normer för hur maten skulle serveras. Från 1800-talet började det utkomma kokböcker riktade till fler läsgrupper, som till sjömän (Sjömanskocken) och flickor (Kokbok för små flickor). Gustafva Björklunds Kokbok från 1847 var den första kokboken som riktade sig till husmödrar och något senare, 1879, utkom Charles Emil Hagdahls Kokkonsten som vetenskap och konst, vilket kan sägas vara den första kokboken som ställde gastronomiska anspråk med en mera filosofisk och kulturhistorisk aspekt på matlagningen.

## 1900- och 2000-talet
Från 1900-talet finns Hemmets kokbok (med första upplagan från 1903 och i åtminstone 45 upplagor) av bland andra Ida Norrby och Anna Schenström (se även extern länk nedan: Nya hemmets kokbok), 1911 utkom Iduns kokbok utgiven av Elisabeth Östman. Man utgav 15 upplagor, den sista 1932. Kerstin Wenströms Husmoderns kokbok från 1922 som trycktes i flera upplagor. I många hem fanns den blå- och vitrutiga kokboken Mat i vardagslag, kokbok för skola och hem av Birgit Floderus och Ingrid Ljunggren som kom 1940 och med sin åttonde upplaga 1956.

### Grundkokböcker
Grundkokböcker innehåller förutom recept (exempelvis pannkaka), varav många är av typen grundrecept, även näringslära, matlagningslära, information om redskap (exempelvis om kokboksmått), dukning, ordlista med mera. Exempel på grundkokböcker är Stora Kokboken Wezäta (1940), Vår Kokbok (1951), Bonniers kokbok som blev en modern klassiker vars första utgåva kom 1960 och var skriven av Margit Engnes och Tore Wretman, (med nyutgåvan Bonniers kokbok 2010), den röd- och vitrutiga Rutiga kokboken (1980), den blå- och vitrandiga Matboken (en slags förenklingen av "Vår kokbok") av bland andra Anna-Britt Agnsäter (1983), ICA-förlagets stora kokbok (1989) och Annas mat: stora kokboken (1991).

### Specialkokböcker
Specialkokböcker inriktar sig ofta på ett område som ingredienser, land eller teknik. Medan kokböcker i väst ofta sorterar recepten efter huvudingrediens (såsom fisk, grönsaker etcetera) sorteras recepten i Japan efter tillagning (såsom frityr och grillning).
Den svenska kokbok från 1900-talet som sålt mest efter Sju sorters kakor och Vår kokbok är Monika Ahlberg, Rosendals trädgårdscafé (1994) med mer än en halv miljon sålda exemplar. Den var pionjär i genren livsstilskokböcker som i form av en påkostat illustrerad coffee table-bok presenterar en historia om en kock och en restaurang med recept insprängda i berättelsen.

#### Vegetariskt
Flera olika "rutiga kokböcker" finns, här kan även nämnas den grön- och vitrutiga Vegetariska kokboken från 1984.

##### Vegansk
Vegansk bakning är en bakbok av Karolina Tegelaar. 

#### Kakor
En klassisk kakbok är Sju sorters kakor, utgiven första gången 1945 och som 2005 utkom i dess 87:e upplaga.